# الترس (السياني)

تعديل مصدري - تعديل

الترس محلة تابعة لقرية قاشع، التابعة لعزلة الازارق بمديرية السياني إحدى مديريات محافظة إب في الجمهورية اليمنية.، بلغ تعداد سكانها 138 حسب تعداد اليمن لعام 2004.